# Lijst van voetbalinterlands Bulgarije - Slovenië (vrouwen)
Deze lijst van voetbalinterlands is een overzicht van alle officiële voetbalinterlands tussen de nationale vrouwenteams van Bulgarije en Slovenië. De landen hebben tot nu toe één keer tegen elkaar gespeeld.

## Wedstrijden
| № | Plaats    | Datum            | Competitie        | Wedstrijd            | Uitslag |
| - | --------- | ---------------- | ----------------- | -------------------- | ------- |
| 1 | Dravograd | 27 augustus 2008 | Vriendschappelijk | Slovenië − Bulgarije | 0 − 4   |

## Samenvatting
| Competitie        | Totaal gespeeld | Winst Bulgarije | Gelijk | Winst Slovenië | Doelsaldo Bulgarije – Slovenië |
| ----------------- | --------------- | --------------- | ------ | -------------- | ------------------------------ |
| Vriendschappelijk | 2               | 1               | 0      | 1              | 4 − 0                          |
| Totaal            | 2               | 1               | 0      | 1              | 4 − 0                          |